# Dirimierung
Dirimierung (von lateinisch dirimere = „(unter-)scheiden“) ist eine vor allem in Österreich gebräuchliche Bezeichnung für den Vorgang, bei Stimmengleichstand ein Abstimmungsergebnis herbeizuführen. Darf in einem Gremium der Vorsitzende mit seiner Stimme entscheiden, spricht man von Dirimierungsrecht.
Beispielsweise ist nach der Geschäftsordnung der „Österreichischen Katholikendatei“  der Vorsitzende bei Stimmengleichheit in einer beschlussfassenden Versammlung berechtigt zu dirimieren. Auch in den Sitzungen des Salzburger Gemeinderats entscheidet bei Stimmengleichheit die zuletzt abzugebende Stimme der/des Vorsitzenden.
Bei einem der österreichischen Höchstgerichte, dem Verfassungsgerichtshof, existiert gleichfalls ein Dirimierungsrecht: Normalerweise hat der Präsident des VfGH keine Stimme in Abstimmungen über Erledigungsentwürfe. Kommt es jedoch zu einer Situation, in der gleich viele stimmberechtigte Mitglieder des VfGH für wie gegen einen Entwurf stimmen, so hat der Präsident ausnahmsweise eine Stimme, mit der er den Ausgang der Abstimmung entscheiden kann. Das Dirimierungsrecht des Präsidenten des Verfassungsgerichtshofs ist insofern besonders ausgestaltet, als dass er keine Wahl hat, ob er dieses ausüben möchte. Da der VfGH eine Letztinstanz ist und daher eine Entscheidung treffen muss, ist der Präsident vielmehr verpflichtet, wenn es zu einer Pattsituation kommt, von seinem Dirimierungsrecht Gebrauch zu machen.